# Marina Stakusic
Marina Stakusic, née le 27 novembre 2004, est une joueuse de tennis canadienne.

## Carrière professionnelle
Marina Stakusic débute sur le circuit WTA en simple en 2022 lors du tournoi de Granby, elle remporte son 1er tour puis échoue ensuite.
Du 7 au 12 novembre 2023, elle participe à la phase finale de la Coupe Billie Jean King 2023 au cours de laquelle elle remporte 3 matchs dont un en finale face à l'Italie contribuant ainsi à la victoire du Canada pour la 1re fois dans cette épreuve,,.
Fan de Novak Djokovic de par ses origines, elle nourrit l'ambition de réaliser une belle saison 2024 et de pouvoir jouer les qualifications à Roland-Garros avant de rentrer dans le Top 100 pour 2025.
Blessée aux abdominaux fin 2023, elle ne reprend la compétition que lors du tournoi de San Diego en mars 2024; elle remporte son 1er tour face à la qualifiée Marina Melnikova puis est battue ensuite par la Croate Donna Vekić.

### Titre en simple en WTA 125
| No | Date       | Nom et lieu du tournoi   | Catégorie | Dotation  | Surface    | Finaliste     | Score         |          |
| -- | ---------- | ------------------------ | --------- | --------- | ---------- | ------------- | ------------- | -------- |
| 1  | 21-10-2024 | Abierto Tampico, Tampico | WTA 125   | 115 000 $ | Dur (ext.) | Anna Blinkova | 6-4, 2-6, 6-4 | Parcours |

## Parcours en Grand Chelem

### En simple dames
| Année | Open d'Australie | Open d'Australie | Internationaux de France | Internationaux de France | Wimbledon       | Wimbledon          | US Open | US Open           |
| ----- | ---------------- | ---------------- | ------------------------ | ------------------------ | --------------- | ------------------ | ------- | ----------------- |
| 2024  | —                | —                | Q3                       | Yulia Starodubtseva      | 1er tour (1/64) | Kateřina Siniaková | Q1      | Céline Naef       |
| 2025  | Q1               | Nao Hibino       | Q2                       | Tamara Korpatsch         | —               | —                  | Q1      | Hanne Vandewinkel |

N.B. : à droite du résultat se trouve le nom de l'ultime adversaire.

## Parcours en WTA 1000
Les tournois WTA « Premier Mandatory » et « Premier 5 » (entre 2009 et 2020) et WTA 1000 (à partir de 2021) constituent les catégories d'épreuves les plus prestigieuses, après les quatre levées du Grand Chelem. 

De 2009 à 2023, les tournois Premier Mandatory (dits tournois WTA 1000 obligatoires entre 2021 et 2023) regroupent Indian Wells, Miami, Madrid et Pékin, les autres constituant les tournois Premier 5 (tournois WTA 1000 non-obligatoires). À partir de 2024, le nombre de tournois WTA 1000 passe à 10 par saison (fin de l’alternance Doha / Dubaï), ces derniers devenant tous obligatoires et offrant tous 1000 points à la vainqueure (contre 900 points précédemment pour les tournois Premier 5).

### En simple dames
| Année |       |              |       |        |      |        |            |                             |       |       |  |  |
| Doha  | Dubaï | Indian Wells | Miami | Madrid | Rome | Canada | Cincinnati | Pékin                       | Wuhan | Wuhan |  |  |
| Doha  | Dubaï | Indian Wells | Miami | Madrid | Rome | Canada | Cincinnati | Pékin                       | Wuhan | Wuhan |  |  |
| Doha  | Dubaï | Indian Wells | Miami | Madrid | Rome | Canada | Cincinnati | Pékin                       | Wuhan | Wuhan |  |  |
| 2024  |       |              |       |        |      |        |            | 2e tour (1/16) T. Townsend  |       |       |  |  |
| 2025  |       |              |       |        |      |        |            | 1er tour (1/64) J. Cristian |       |       |  |  |

Sous le résultat, l’ultime adversaire.
1. 1 2   Les tournois de Doha et Dubaï alternent le statut de tournoi WTA 1000 (ex Premier 5) entre 2009 et 2023 : les trois premières éditions ont lieu à Dubaï, les trois suivantes à Doha, puis Dubaï accueille le tournoi de cette catégorie les années impaires et Dubaï les années paires. De 2011 à 2023, la ville qui n’accueille pas de WTA 1000 organise à la place un tournoi WTA 500 (ex Premier).
2. 1 2 3 4 5 6   L’ordre de déroulement des tournois a évolué depuis 2009 : Rome se dispute avant Madrid et Cincinnati avant Montréal/Toronto jusqu’en 2010, tandis que Tokyo (2009-2013)-Wuhan (2014-2019, 2024-)-Guadalajara (2022-2023) ont lieu avant Pékin jusqu’en 2023.

## Classements WTA en fin de saison
| Année          | 2019 | 2020 | 2021 | 2022 | 2023 | 2024 |
| Rang en simple | –    | –    | 1250 | 382  | 258  | 127  |
| Rang en double | 1033 | 1084 | 1225 | 658  | 449  | 559  |

Source : (en) Classements de Marina Stakusic sur le site officiel de la Fédération internationale de tennis